# Tino de la Cruz
Constantino de la Cruz Izquierdo (Valencia, 1 de febrero de 1965) conocido como Tino de la Cruz, es un exjugador y entrenador de fútbol sala. 

## Biografía
Sus inicios se remontan a 1974 donde comenzó a jugar al fútbol sala en el Parque de Lisboa, su primer equipo Pista 22.
Fue uno de los jugadores más importantes durante la etapa de gran crecimiento del fútbol sala en España. Dio sus primeros pasos en el Nubes, donde coincidió con jugadores de la talla de Isidro Jiménez o su hermano Jorge de la Cruz, y a partir de ahí, militó en el Space Cargo de Alcorcón y en el Marsanz de Torrejón, donde formó un equipo junto a jugadores como Paulo Roberto, Cancho o Celso. En la temporada 1996/97 llegó al F.S. Móstoles como jugador y segundo entrenador.
Un año después, en la 97/98 se convirtió en el primer técnico del primer equipo. Como entrenador, dirigió durante nueve años al F.S. Móstoles, con el que se convirtió en el técnico con más partidos en un mismo equipo en toda la historia de la Liga Nacional de Fútbol Sala (LNFS). Fueron un total de 262 partidos oficiales, tres temporadas en División de Plata y seis campañas de manera consecutiva en División de Honor. Sus nueve años seguidos en el banquillo son también un récord de permanencia ininterrumpida en LNFS.
En 2005 dejó el cargo de entrenador para convertirse en el director deportivo del conjunto mostoleño. Dos años después, en 2007, la directiva decidió prescindir de sus servicios. Desde entonces, Tino de la Cruz ha permanecido alejado del primer plano del fútbol sala, hasta octubre de 2012, cuando volvió al F. S. Móstoles de nuevo como director deportivo, con expectativas de poder volver a los banquillos para la siguiente temporada.